# Bredda
Bredda és un grup de música català d'un estil de fusió de rock, rap i reggae i que va néixer a l'Urgell l'estiu del 2018. Es defineixen com a "grup que vol mostrar un vessant reivindicatiu sense deixar de banda un missatge d'esperança". Preveuen estrenar el seu primer disc la primavera del 2021.
Van ser els guanyadors de l'Engresca't del 2021 de la Telecogresca, que els permetrà actuar en aquest festival juntament amb Los Chikos del Maíz i Lágrimas de Sangre.
El senzill «Urquinaona» és una cançó reivindicativa que commemora la batalla d'Urquinaona del 18 d'octubre de 2019, publicat just un any després.

## Discografia
- «Caminant» (senzill, 2018)[4]
- «SCRIB» (senzill, 2019)[5]
- «Petits detalls» (senzill, 2020)[6]
- «Urquinaona» (senzill, 2020)[7]
- «Resiliència» (àlbum, 2022)[8]
- «Gritos de Revolución» (senzill, 2023)
- «Vibres» (senzill, 2023)